# Ryan X-13 Vertijet
Ryan X-13A-RY Vertijet — экспериментальный реактивный самолёт вертикального взлёта и посадки, созданный в США в 1950-х. Разработчик — компания Ryan Aeronautical. Заказчик — ВВС США. Построено два самолёта.

## Конструкция самолёта
Ryan X-13A-RY Vertijet был выполнен по схеме «взлёт с хвоста», то есть с вертикальным положением фюзеляжа на взлёте и посадке, в англоязычной терминологии — tailsitter. Представлял собой одноместный высокоплан, выполненный по аэродинамической схеме «бесхвостка». Силовая установка — турбореактивный двигатель с отклоняемым вектором тяги (поворотное сопло). Для управления на режиме висения использовался отклоняемый вектор тяги двигателя (развороты по рысканью и тангажу) и газоструйные рули, расположенные на законцовках крыльев — для разворота по крену. В режиме горизонтального полёта управление осуществлялось обычными аэродинамическими поверхностями. Для лучшего обзора на взлёте и посадке кресло лётчика могло отклоняться на поворотном шарнире.
Шасси у самолёта отсутствовало. X-13 взлетал с вертикальной платформы, оснащённой поперечным стальным тросом: в носовой части самолёта был установлен крюк, за который самолёт подвешивался на трос. Увеличив мощность двигателя, лётчик поднимал самолёт с платформы, отходил от неё в режиме висения, и начинал переход в горизонтальный полёт. Посадка производилась в обратном порядке, с медленным подходом к платформе в вертикальном положении, то есть «стоя на хвосте», после зацепления крюком тяга сбрасывалась и самолёт снова подвешивался на трос. На взлёте и посадке, из-за неудовлетворительного обзора из кабины, лётчику ассистировал оператор платформы, подавая знаки при подходе к тросу и управляя тросовой балкой. Взлётно-посадочная платформа могла перевозиться грузовым автомобилем.

## Создание и испытания самолёта
Начало разработки — 1953, первый вертикальный взлёт — 1956, 11 апреля 1957 — первый взлёт и посадка с использованием платформы. Лётчики-испытатели — Peter F. 'Pete' Girard, и W. L. «Lou» Everett.
28—29 июля 1957 самолёт демонстрировался в Вашингтоне, где, перелетев реку Потомак, приземлился у здания Пентагона.
В 1957 заказчик прекратил финансирование программы разработки и испытаний самолёта, и она была закрыта.
Оба построенных самолёта находятся в музеях США.

## Летно-технические характеристики
Экипаж: 1
Длина: 7,14 м.
Размах крыльев: 6,40 м.
Высота: 4,62 м
Вес пустого: 2,424 кг
Максимальный взлётный вес: 3,272 кг.
Силовая установка: 1× ТРД Rolls-Royce Avon, тяга 44,6 kN
Максимальная скорость: 560 км/ч
Дальность: 307 км
Практический потолок: 6,100 м.
Тяговооруженность: 1,48